# Reinhold Kasten (Leichtathlet)

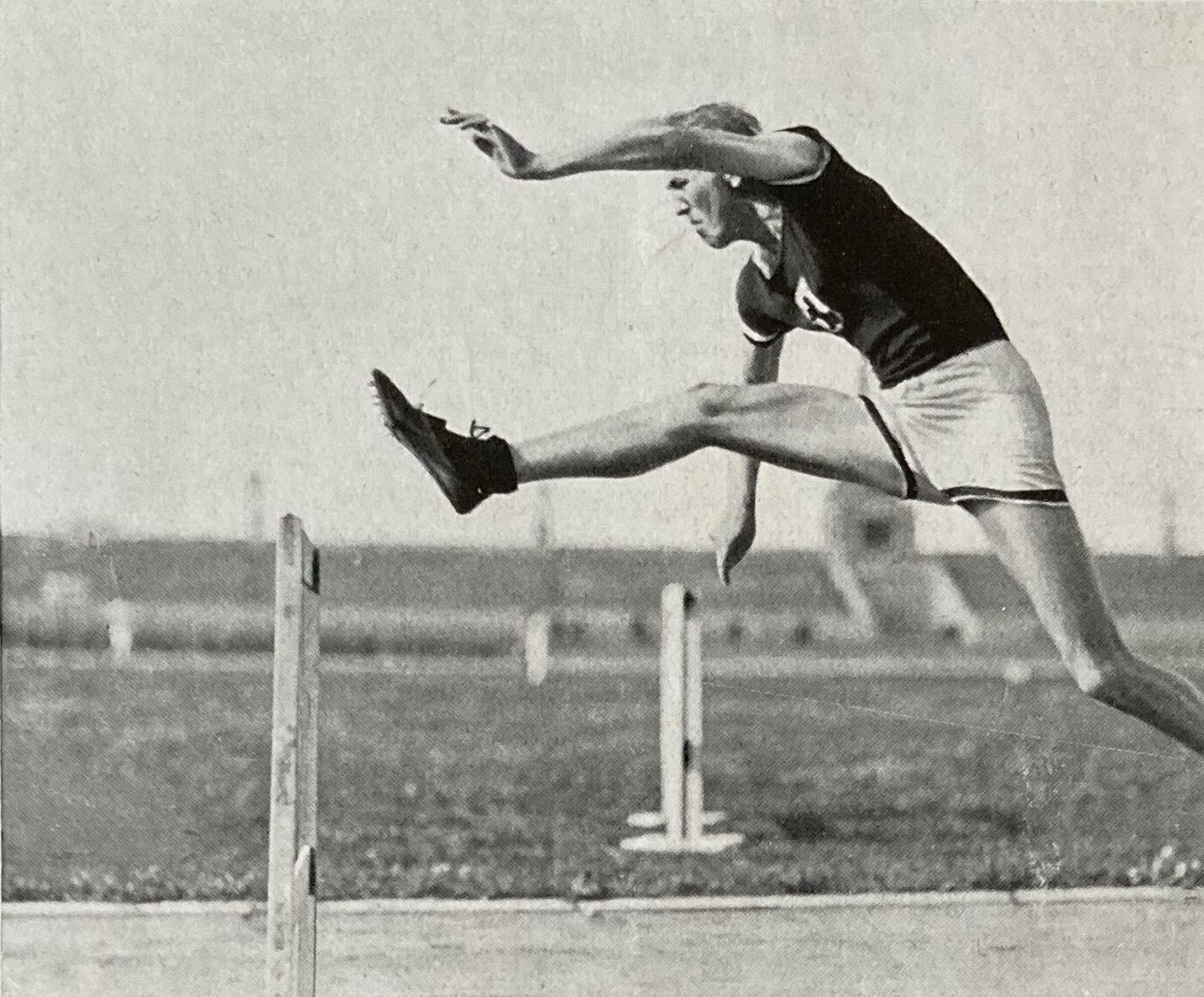
Reinhold Kasten

Reinhold Willy Franz Kasten (* 16. August 1901 in Berlin; † nach 1930) war ein deutscher Leichtathlet, der in den 1920er-Jahren in der Disziplin 110-Meter-Hürdenlauf  für die Berliner Sportvereine BTSV 1850 Berlin, Lübecker TV Berlin und Sportfreunde Neukölln antrat.
Kasten begann 1921 als Mitglied des BTSV mit dem Leistungssport. Bei den 1. Deutschen Kampfspielen, die vom 26. Juni bis zum 2. Juli 1922 im Deutschen Stadion in Berlin stattfanden, wurde er mit 16,5 s Kampfspielsieger. Am 29. Juli 1923 erzielte er für den Lübecker TV Berlin mit 15,3 s die zweitbeste Jahresleistung über 110 m Hürden in Deutschland.
1923 wurde Kasten deutscher Vizemeister über 110 m Hürden für den BSTV 1850 Berlin. Im selben Jahr besiegte er den deutschen Meister Heinrich Troßbach über dieselbe Strecke bei den Schwedischen Kampfspielen in Göteborg. 1924 erzielte er für den Lübecker TV Berlin in 15,0 s die Jahresbestleistung über 110 m Hürden. 1925 startete er für die Sportfreunde Neukölln über 110 m Hürden.